# 미야노시타역
미야노시타역(일본어: 宮ノ下駅)은 일본 가나가와현 아시가라시모군 하코네정에 위치한 하코네 등산 철도 철도선의 역이다. 역 번호는 OH 54이다.

## 역사
- 1919년 6월 1일: 영업 개시.

## 역 구조
상대식 승강장 2면 2선의 지상역이다. 역사는 2번 승강장에 있고 화장실은 1번 승강장 위에 설치되어 있다.
또한, 하코네 등산 철도의 표시 간판이나 팜플렛에서는 각 역의 표고가 제시되어 있고 예전에 448m로 표기되었으나 2013년 재고 조사에서 436m로 정정되었다.

### 타는 곳
| 번호 | 노선             | 방향 | 행선                        | 비고                                  |
| ---- | ---------------- | ---- | --------------------------- | ------------------------------------- |
| 1    | 하코네 등산 전차 | 하행 | 고라・소운잔 방면           | 소운잔 방면은 고라에서 환승           |
| 2    | 하코네 등산 전차 | 상행 | 하코네유모토・오다와라 방면 | 오다와라 방면은 하코네유모토에서 환승 |

## 역 주변
- 미야노시타 온천
  - 후지야 호텔
- 도가시마 온천
- 하코네 정 사무소 온센 출장소
- 미야노시타 온천 간이 우체국
- 미야노시타하코네 신사(하코네 신사 분사)
- 조우센지

## 사진

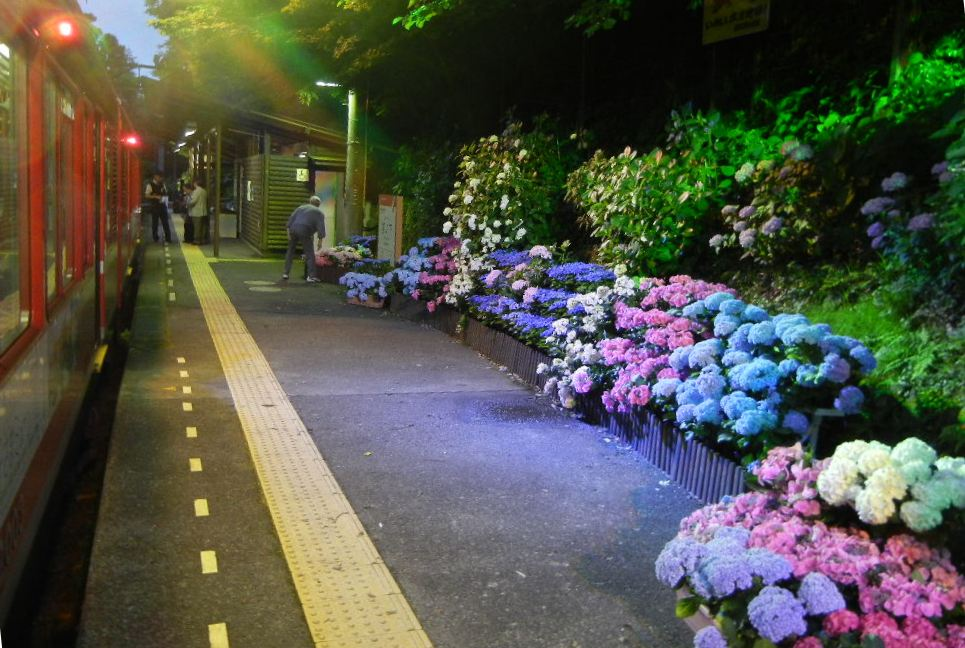
자양화가 핀 승강장

## 인접역
| 하코네 등산 철도 철도선        | 하코네 등산 철도 철도선 | 하코네 등산 철도 철도선    |
| ------------------------------ | ----------------------- | -------------------------- |
| OH 53 오히라다이 오다와라 방면 |                         | 고와키다니 OH 55 고라 방면 |